# Ласюк, Анатолий Сидорович
Анатолий Сидорович Ласюк (12 марта 1922, Фёдоровка 1-я, Гомельская губерния — 3 апреля 1995) — командир отделения разведки управления 1-го дивизиона 358-го артиллерийского полка старший сержант — на момент представления к награждению орденом Славы 1-й степени.

## Биография
Родился 12 марта 1922 года в селе Фёдоровка 1-я (ныне — Гордеевского района Брянской области). Окончил 4 класса. Работал в колхозе в селе Чкаловское Спасского района Приморского края.
В Красной Армии с июня 1941 года. В боях Великой Отечественной войны с августа 1942 года. Воевал разведчиком в составе 358-го артиллерийского полка 126-й стрелковой дивизии на Сталинградском, Южном, 4-м Украинском, 1-м Прибалтийском и 3-м Белорусском фронтах. Член ВКП/КПСС с марта 1943 года.
При прорыве обороны врага на Сталинградском фронте 20 ноября 1942 года обнаружил и передал координаты 6 артиллерийских и минометных батарей, 6 дзотов и один наблюдательный пункт, которые были уничтожены артиллерийским огнём. Получил первую боевую награду — медаль «За боевые заслуги».
8 апреля 1944 года при прорыве обороны на Перекопском перешейке в районе города Армянск младший сержант Ласюк обнаружил три пулеметные точки противника, которые затем были уничтожены. Был ранен, но поля боя не покинул. Был представлен к награждению орденом Красной Звезды.
Приказом командира 126-й стрелковой дивизии от 22 апреля 1944 года младший сержант Ласюк Анатолий Сидорович награждён орденом Славы 3-й степени.
После окончания боев за Крым дивизия была переброшена на 1-й Прибалтийский фронт и принимала участие в боях за освобождение Прибалтики и в Восточной Пруссии. В октябре 1943 года при прорыве обороны на реке Дубисса обнаружил несколько вражеских батарей и огневых точек, взял в плен офицера. Был награждён медалью «За отвагу». Отличился в боях в Восточной Пруссии и при штурме Кёнигсберга.
5 февраля 1945 года у населенного пункта Бартенен старший сержант Ласюк обнаружил 4 пушки, минометную батарею, 3 пулеметные точки, которые сдерживали наступление пехоты и были подавлены артиллерийским огнём.
Приказом по войскам 43-й армии от 27 февраля 1945 года старший сержант Ласюк Анатолий Сидорович награждён орденом Славы 2-й степени.
6 апреля 1945 года в боях на подступах к городу Кёнигсберг, находясь в боевых порядках пехоты, разведал 4 пулемёта, 2 миномётные батареи и 1 артиллерийскую батарею противника, по которым нанесли удар наши огневые средства. В уличных боях в Кёнигсберге из личного оружия поразил 4 солдат и 2 взял в плен.
Указом Президиума Верховного Совета СССР от 29 июня 1945 года за образцовое выполнение заданий командования в боях с захватчиками на заключительном этапе войны старший сержант Ласюк Анатолий Сидорович награждён орденом Славы 1-й степени. Стал полным кавалером ордена Славы.
После победы продолжал службу в армии. В 1947 году был демобилизован. Вернулся на Дальний Восток.
Жил в селе Чкаловское Спасского района Приморского края. Работал механизатором. Скончался 3 апреля 1995 года. Похоронен на кладбище села Чкаловское Спасского района.
Награждён орденами Отечественной войны 1-й степени, Славы 3-х степеней, медалями, в том числе «За отвагу» и «За боевые заслуги».